# Игор Беланов
Игор Иванович Беланов (Одеса, 25. септембар 1960) бивши је совјетски фудбалер.

## Биографија
Каријеру је започео у војном тиму СКА Одеса. Године 1981. вратио се у тим у којем је тренирао као тинејџер — ФК Черноморец Одеса. Одиграо је 2 утакмице 1983. године за олимпијски тим СССР-а. Године 1985. прешао је у Динамо Кијев и изборио место у репрезентацији СССР-а. Дебитовао је у мечу против Данске, где, међутим, није играо нарочито добро. Године 1986. његов тренер у Динаму Валериј Лобановски га је позвао у репрезентацију и Беланов је био главни нападач „сборнаје” на Светском првенству 1986. У четвртфиналу против Белгије, постигао хет-трик, али је тим изгубио резултатом 3:4. Исте године освојио је Куп победника купова са Динамом Кијев. Крајем године освојио је Златну лопту, поставши други совјетски фудбалер који ју је освојио. У финалу Европског првенства 1988, Беланов промашује пенал против Холандије. Ово му је био други и последњи промашај пенала у читавој каријери. Године 1989. прешао је у Борусију из Менхенгладбаха. Постигао је 2 гола у своје прве 2 утакмице, али је онда његова каријера кренула низбрдо. Није успео да се афирмише у тиму и није играо на Светском првенству 1990. године, прешао је у Ајнтрахт Брауншвајг у Другој Бундеслиги. Постао је први стрелац тима и отворио сопствени бизнис. Вратио се у Черноморец 1995, али је због повреде одиграо само 3 утакмице. Од 1996. до 1997. године био је спортски директор Металург-Маријупоља, чак је играо на 5 утакмица и постигао 4 гола.

## Успеси

### Репрезентација
СССР
- Сребрна медаља Европско првенство 1988. у Западној Немачкој